# Festuca petersonii
Festuca petersonii är en gräsart som beskrevs av Stephen Andrew Renvoize. Festuca petersonii ingår i släktet svinglar, och familjen gräs.
Artens utbredningsområde är Bolivia. Inga underarter finns listade i Catalogue of Life.